# Schleswig-Holsteinische Badmintonmeisterschaft
Schleswig-Holsteinische Badmintonmeisterschaften werden seit dem Jahr 1953 ausgetragen. Sie stellten in den ersten Jahren die zweithöchste Meisterschaftsebene im Badminton in Deutschland dar und waren die direkte Qualifikation für die deutschen Meisterschaften. Mit der Einführung der Norddeutschen Badmintonmeisterschaften in der Saison 1961/1962 wurden die Titelkämpfe um eine Ebene tiefergestellt.

## Titelträger
| Saison    | Herreneinzel                              | Dameneinzel                                          | Herrendoppel                                                               | Damendoppel                                                             | Mixed                                                                         |
| --------- | ----------------------------------------- | ---------------------------------------------------- | -------------------------------------------------------------------------- | ----------------------------------------------------------------------- | ----------------------------------------------------------------------------- |
| 1953      | Alfred Hartmann (BC Leck)                 | Ingeborg Tietze (Kieler BC 1949)                     | Alfred Hartmann (BC Leck) Johannes Dockweiler (BC Leck)                    | Ingeborg Tietze (Kieler BC 1949) Eva Schön (Kieler BC 1949)             | Heinz Brüggemann (Kieler BC 1949) Eva Schön (Kieler BC 1949)                  |
| 1955      | Alfred Hartmann (BC Leck)                 | Ingeborg Tietze (Kieler BC 1949)                     | Alfred Hartmann (BC Leck) Johannes Dockweiler (BC Leck)                    | Ingeborg Tietze (Kieler BC 1949) Eva Semmelhack (Kieler BC 1949)        | Alfred Hartmann (BC Leck) Annegret Mangels (BC Leck)                          |
| 1956      | Otto Prühs (UF Büdelsdorf)                | Margot Kränz (Kieler BC 1949)                        | Otto Prühs (UF Büdelsdorf) Karl Neumann (UF Büdelsdorf)                    | Hannchen Alde (Kieler BC 1949) Margot Kränz (Kieler BC 1949)            | Johannes Kellner (UF Harrislee) Christel Jörgensen (UF Harrislee)             |
| 1957      | Horst Willhöft (UF Harrislee)             | Margot Kränz (Kieler BC 1949)                        | Otto Prühs (UF Büdelsdorf) Karl Neumann (UF Büdelsdorf)                    | Hannchen Alde (Kieler BC 1949) Margot Kränz (Kieler BC 1949)            | Karl Neumann (UF Harrislee) Karin Petersen (UF Harrislee)                     |
| 1958      | Otto Prühs (UF Büdelsdorf)                | Anneli Hennen (VfB Lübeck)                           | Otto Prühs (UF Büdelsdorf) Karl Neumann (UF Büdelsdorf)                    | Anneli Hennen (VfB Lübeck) Bärbel Wichmann (VfB Lübeck)                 | Willy Suhrbier (VfB Lübeck) Bärbel Wichmann (VfB Lübeck)                      |
| 1959      | Wolfgang Hackbart (Kieler BC 1949)        | Anneli Hennen (VfB Lübeck)                           | Horst Willhöft (1. Flensburger BC) Dieter Schalow (1. Flensburger BC)      | Anneli Hennen (VfB Lübeck) Bärbel Wichmann (VfB Lübeck)                 | Willy Suhrbier (VfB Lübeck) Bärbel Wichmann (VfB Lübeck)                      |
| 1960      | Jürgen Jipp (VfB Lübeck)                  | Anneli Hennen (VfB Lübeck)                           | Jürgen Jipp (VfB Lübeck) Manfred Puck (VfB Lübeck)                         | Anneli Hennen (VfB Lübeck) Bärbel Wichmann (VfB Lübeck)                 | Jürgen Jipp (VfB Lübeck) Bärbel Wichmann (VfB Lübeck)                         |
| 1961      | Jürgen Jipp (VfB Lübeck)                  | Anneli Hennen (VfB Lübeck)                           | Jürgen Jipp (VfB Lübeck) Manfred Puck (VfB Lübeck)                         | Anneli Hennen (VfB Lübeck) Bärbel Wichmann (VfB Lübeck)                 | Jürgen Jipp (VfB Lübeck) Bärbel Wichmann (VfB Lübeck)                         |
| 1962      | Jürgen Jipp (VfB Lübeck)                  | Anneli Hennen (VfB Lübeck)                           | Jürgen Jipp (VfB Lübeck) Manfred Puck (VfB Lübeck)                         | Anneli Hennen (VfB Lübeck) Annegret Böhme (VfB Lübeck)                  | Jürgen Jipp (VfB Lübeck) Anneli Hennen (VfB Lübeck)                           |
| 1963      | Jürgen Jipp (VfB Lübeck)                  | Anneli Hennen (VfB Lübeck)                           | Jürgen Jipp (VfB Lübeck) Manfred Puck (VfB Lübeck)                         | Anneli Hennen (VfB Lübeck) Hannelore Kletke (VfB Lübeck)                | Jürgen Jipp (VfB Lübeck) Anneli Hennen (VfB Lübeck)                           |
| 1964      | Jürgen Jipp (VfB Lübeck)                  | Anneli Hennen (VfB Lübeck)                           | Jürgen Jipp (VfB Lübeck) Manfred Puck (VfB Lübeck)                         | Anneli Hennen (VfB Lübeck) Hannelore Kletke (VfB Lübeck)                | Manfred Puck (VfB Lübeck) Hannelore Kletke (VfB Lübeck)                       |
| 1965      | Jürgen Jipp (VfB Lübeck)                  | Anneli Hennen (VfB Lübeck)                           | Jürgen Jipp (VfB Lübeck) Manfred Puck (VfB Lübeck)                         | Anneli Hennen (VfB Lübeck) Helga Kofahl (VfB Lübeck)                    | Manfred Puck (VfB Lübeck) Anneli Hennen (VfB Lübeck)                          |
| 1966      | Jürgen Jipp (VfB Lübeck)                  | Anneli Hennen (VfB Lübeck)                           | Jürgen Jipp (VfB Lübeck) Peter Welling (VfB Lübeck)                        | Anneli Hennen (VfB Lübeck) Bärbel Riekermann (VfB Lübeck)               | Jürgen Jipp (VfB Lübeck) Anneli Hennen (VfB Lübeck)                           |
| 1967      | Jürgen Jipp (VfB Lübeck)                  | Anneli Hennen (VfB Lübeck)                           | Wilfried Pritzlaff (TSV Neumünster) Gerd Bornhöft (TSV Neumünster)         | Anneli Hennen (VfB Lübeck) Marlis Rocksien (MTV Ahrensbök)              | Dieter Prey (Kieler TV) Gisela Boller (Kieler TV)                             |
| 1968      | Jürgen Jipp (VfB Lübeck)                  | Ilse-Brigitte Riekhof (VfB Lübeck)                   | Jürgen Jipp (VfB Lübeck) Jörg Holtz (VfB Lübeck)                           | Anneli Hennen (VfB Lübeck) Ilse-Brigitte Riekhof (VfB Lübeck)           | Peter Welling (VfB Lübeck) Ilse-Brigitte Riekhof (VfB Lübeck)                 |
| 1969      | Wolfgang Hackbart (Kieler BC 1949)        |                                                      |                                                                            |                                                                         |                                                                               |
| 1970      | Jürgen Jipp (VfB Lübeck)                  | Anneli Hennen (VfB Lübeck)                           | Manfred Puck (VfB Lübeck) Peter Welling (VfB Lübeck)                       | Anneli Hennen (VfB Lübeck) Ilse-Brigitte Riekhof (VfB Lübeck)           | Peter Welling (VfB Lübeck) Ilse-Brigitte Riekhof (VfB Lübeck)                 |
| 1971      | Wolfgang Hackbart (Kieler BC 1949)        |                                                      |                                                                            |                                                                         |                                                                               |
| 1972      | Manfred Puck (VfB Lübeck)                 | Anke Klärmann (Polizei SV Eutin)                     | Dieter Prey (Kieler TV) Peter Welling (VfB Lübeck)                         | Gisela Müller (Kieler TV) Annelie Gerth (Kieler TV)                     | Dieter Prey (Kieler TV) Gisela Müller (Kieler TV)                             |
| 1973      | Dieter Groß (VfB Lübeck)                  | Gisela Müller (Kieler TV)                            | Jürgen Jipp (VfB Lübeck) Manfred Puck (VfB Lübeck)                         | Margit Hackbart Schumann (Kieler BC 1949)                               | Dieter Prey (Kieler TV) Gisela Müller (Kieler TV)                             |
| 1974      | Dieter Groß (VfB Lübeck)                  | Brigitte Matthews (VfB Lübeck)                       | Dieter Groß (VfB Lübeck) Matthias Puck (VfB Lübeck)                        | Brigitte Matthews (VfB Lübeck) Petra Schweminski (VfB Lübeck)           | Manfred Puck (VfB Lübeck) Brigitte Matthews (VfB Lübeck)                      |
| 1975      | Joachim Schulz (VfB Lübeck)               | Anke Klärmann (Polizei SV Eutin)                     | Joachim Schulz (VfB Lübeck) Dieter Groß (VfB Lübeck)                       | Anke Klärmann (Polizei SV Eutin) Petra Schweminski (VfB Lübeck)         | Jürgen Jipp (VfB Lübeck) Petra Schweminski (VfB Lübeck)                       |
| 1976      | Manfred Puck (VfB Lübeck)                 | Dagmar Schneider (VfB Lübeck)                        | Manfred Buck (VfB Lübeck) Dieter Groß (VfB Lübeck)                         | Dagmar Schneider (VfB Lübeck) Brigitte Matthews (VfB Lübeck)            | Manfred Puck (VfB Lübeck) Brigitte Matthews (VfB Lübeck)                      |
| 1977      | Manfred Buck (VfB Lübeck)                 | Dagmar Schneider (VfB Lübeck)                        | Klaus-Dieter Schulz (VfB Lübeck) Joachim Schulz (VfB Lübeck)               | Dagmar Schneider (VfB Lübeck) Brigitte Matthews (VfB Lübeck)            | Manfred Puck (VfB Lübeck) Brigitte Matthews (VfB Lübeck)                      |
| 1978      | Gerd Kattau (VfB Lübeck)                  | Maren Schröder (TSV Westerland)                      | Joachim Schulz (VfB Lübeck) Gerd Kattau (VfB Lübeck)                       | Maren Schröder (TSV Westerland) Brigitte Matthews (VfB Lübeck)          | Gerd Kattau (VfB Lübeck) Brigitte Matthews (VfB Lübeck)                       |
| 1979      | Manfred Puck (VfB Lübeck)                 | Brigitte Matthews (VfB Lübeck)                       | Gerd Kattau (VfB Lübeck) Manfred Buck (VfB Lübeck)                         | Anke Klärmann (Polizei SV Eutin) Dagmar Schulz (VfB Lübeck)             | Gerd Kattau (VfB Lübeck) Dagmar Schulz (VfB Lübeck)                           |
| 1980      | Manfred Buck (VfB Lübeck)                 | Brigitte Matthews (VfB Lübeck)                       | Manfred Buck (VfB Lübeck) Dieter Groß (VfB Lübeck)                         | Dagmar Schulz (VfB Lübeck) Sibille Schulz (VfB Lübeck)                  | Dieter Groß (VfB Lübeck) Dagmar Schulz (VfB Lübeck)                           |
| 1981      | Manfred Buck (VfB Lübeck)                 | Silke Baller (TSV Altenholz)                         | Manfred Buck (VfB Lübeck) Dieter Groß (VfB Lübeck)                         | Brigitte Matthews (VfB Lübeck) Kirsten Jipp (VfB Lübeck)                | Dieter Groß (VfB Lübeck) Dagmar Schulz (VfB Lübeck)                           |
| 1982      | Manfred Buck (VfB Lübeck)                 | Silke Baller (VfB Lübeck)                            | Manfred Buck (VfB Lübeck) Dieter Groß (VfB Lübeck)                         | Silke Baller (VfB Lübeck) Kirsten Jipp (VfB Lübeck)                     | Manfred Buck (VfB Lübeck) Petra Hödl (VfB Lübeck)                             |
| 1983      | Manfred Buck (VfB Lübeck)                 | Silke Baller (VfB Lübeck)                            | Manfred Buck (VfB Lübeck) Dieter Groß (VfB Lübeck)                         | Silke Baller (VfB Lübeck) Kirsten Jipp (VfB Lübeck)                     | Dieter Groß (VfB Lübeck) Petra Hödl (VfB Lübeck)                              |
| 1984      | Manfred Buck (VfB Lübeck)                 | Silke Baller (VfB Lübeck)                            | Manfred Buck (VfB Lübeck) Dieter Groß (VfB Lübeck)                         | Silke Baller (VfB Lübeck) Kirsten Jipp (VfB Lübeck)                     | Frank Bornemann (VfB Lübeck) Silke Baller (VfB Lübeck)                        |
| 1985      | Ralf Schmidt (MTSV Hohenwestedt)          | Petra Petersen (MTV Heide)                           | Frank Schröder (VfB Lübeck) Marco Schweminski (VfB Lübeck)                 | Katja Schweminski (VfB Lübeck) Kirsten Jipp (VfB Lübeck)                | Klaus-Dieter Schulz (VfB Lübeck) Dagmar Schulz (VfB Lübeck)                   |
| 1986      | Dirk Moeller (Kieler BC 1949)             | Silke Kraus (VfB Lübeck)                             | Frank Bornemann (VfB Lübeck) Frank Schröder (VfB Lübeck)                   | Silke Kraus (VfB Lübeck) Katja Schweminski (VfB Lübeck)                 | Günter Boeckmann (Kieler BC 1949) Gabriele Bauer (Kieler BC 1949)             |
| 1987      | Dirk Moeller (Kieler BC 1949)             | Katja Schweminski (SC Buntekuh)                      | Dirk Moeller (Kieler BC 1949) Michael Zimmer (Kieler BC 1949)              | Katja Schweminski (VfB Lübeck) Petra Hödl (SC Buntekuh)                 | Michael Zimmer (Kieler BC 1949) Gabriele Bauer (Kieler BC 1949)               |
| 1988      | Dirk Moeller (Kieler BC 1949)             | Caren Lenz (Blau-Weiß Wittorf)                       | Dirk Moeller (Kieler BC 1949) Michael Zimmer (Kieler BC 1949)              | Christine Weiß (ATSV Stockelsdorf) Stefanie Fach (Möllner SV)           | Frank Schröder (VfB Lübeck) Katja Schweminski (VfB Lübeck)                    |
| 1989      | Dirk Moeller (TSG Concordia Schönkirchen) | Caren Lenz (Blau-Weiß Wittorf)                       | Frank Schröder (VfB Lübeck) Marco Schweminski (VfB Lübeck)                 | Katja Schweminski (VfB Lübeck) Petra Kühl (VfB Lübeck)                  | Michael Schneider (ATSV Stockelsdorf) Christiane Eschert (ATSV Stockelsdorf)  |
| 1990      | Dirk Moeller (VfB Lübeck)                 | Marit Godbersen (Kameradschaft St. Jürgen Flensburg) | Michael Schneider (ATSV Stockelsdorf) Thomas Bunn (ATSV Stockelsdorf)      | Katja Schweminski (VfB Lübeck) Stefanie Fach (VfB Lübeck)               | Frank Schröder (VfB Lübeck) Katja Schweminski (VfB Lübeck)                    |
| 1991      | Andreas Springer (TSV Altenholz)          | Silke Kraus (TSV Altenholz)                          | Christian Mohr (TSV Lohe-Rickelshof) Michael Zimmer (TSV Lohe-Rickelshof)  | Inken Jensen (TSV Westerland) Catrin Paulsen (Kaltenkirchener TS)       | Heiko Schröder (VfB Lübeck) Anja Worzach (VfB Lübeck)                         |
| 1992      | Christian Mohr (TSV Lohe-Rickelshof)      | Petra Bouzek (TSV Lohe-Rickelshof)                   | Christian Mohr (TSV Lohe-Rickelshof) Richard Sandberg (TSV Berkenthin)     | Julia Holderbaum (TSV Berkenthin) Anja Rehmeier (TSV Berkenthin)        | Christian Mohr (TSV Lohe-Rickelshof) Ina Kümmritz (TSV Lohe-Rickelshof)       |
| 1993      | Andreas Springer (TSV Lohe-Rickelshof)    | Anja Rehmeier (TSV Berkenthin)                       | Christian Mohr (TSV Lohe-Rickelshof) Michael Zimmer (Kieler BC 1949)       | Petra Schmidt (Blau-Weiß Wittorf) Caren Geiss (Blau-Weiß Wittorf)       | Dirk Moeller (PSV Eutin) Michaela Löptin (PSV Eutin)                          |
| 1994      | Christian Mohr (TSV Lohe-Rickelshof)      | Anjo Strous (Ratzeburger SV)                         | Christian Mohr (TSV Lohe-Rickelshof) Michael Zimmer (TSV Lohe-Rickelshof)  | Stefanie Fach (ATSV Stockelsdorf) Manuela Latendorf (ATSV Stockelsdorf) | Christian Mohr (TSV Lohe-Rickelshof) Julia Holderbaum (TSV Berkenthin)        |
| 1995      | Kristof Hopp (Blau-Weiß Wittorf)          | Petra Schubert (TSV Berkenthin)                      | Andreas Schlüter (Blau-Weiß Wittorf) Björn Schneider (Blau-Weiß Wittorf)   | Petra Schmidt (Blau-Weiß Wittorf) Catrin Paulsen (Blau-Weiß Wittorf)    | Kristof Hopp (Blau-Weiß Wittorf) Gesa Ladewig (1. Rendsburger BC)             |
| 1996      | Kristof Hopp (Blau-Weiß Wittorf)          | Petra Mews (TSV Berkenthin)                          | Malte Böttger (Blau-Weiß Wittorf) Kristof Hopp (Blau-Weiß Wittorf)         | Petra Schmidt (Blau-Weiß Wittorf) Catrin Paulsen (Blau-Weiß Wittorf)    | Kristof Hopp (Blau-Weiß Wittorf) Catrin Paulsen (Blau-Weiß Wittorf)           |
| 1997      | Björn Schneider (Blau-Weiß Wittorf)       | Catrin Paulsen (Blau-Weiß Wittorf)                   | Malte Böttger (Blau-Weiß Wittorf) Kristof Hopp (Blau-Weiß Wittorf)         | Petra Schmidt (Blau-Weiß Wittorf) Catrin Paulsen (Blau-Weiß Wittorf)    | Kristof Hopp (Blau-Weiß Wittorf) Catrin Paulsen (Blau-Weiß Wittorf)           |
| 1998      | Björn Schneider (Blau-Weiß Wittorf)       | Catrin Paulsen (Blau-Weiß Wittorf)                   | Malte Böttger (Blau-Weiß Wittorf) Kristof Hopp (Blau-Weiß Wittorf)         | Petra Schmidt (Blau-Weiß Wittorf) Catrin Paulsen (Blau-Weiß Wittorf)    | Frank Schröder (ATSV Stockelsdorf) Petra Mews (ATSV Stockelsdorf)             |
| 1999      | Andreas Schlüter (Blau-Weiß Wittorf)      | Catrin Paulsen (Blau-Weiß Wittorf)                   | Frank Schröder (ATSV Stockelsdorf) Michael Wendling (ATSV Stockelsdorf)    | Petra Schmidt (Blau-Weiß Wittorf) Catrin Paulsen (Blau-Weiß Wittorf)    | Michael Wendling (ATSV Stockelsdorf) Anjo Strous (ATSV Stockelsdorf)          |
| 2000      | Björn Schneider (Blau-Weiß Wittorf)       | Petra Schmidt (Blau-Weiß Wittorf)                    | Andreas Schlüter (Blau-Weiß Wittorf) Björn Schneider (Blau-Weiß Wittorf)   | Linn Engelmann (Polizei SV Eutin) Ayfer Taskin (Blau-Weiß Wittorf)      | Samir Halawani (TSV Ladelund) Inken Hicks (TSV Westerland)                    |
| 2001      | Andreas Schlüter (Blau-Weiß Wittorf)      | Catrin Paulsen (Blau-Weiß Wittorf)                   | Frank Schröder (ATSV Stockelsdorf) Thomas Bunn (ATSV Stockelsdorf)         | Tiina Kasprowiak (Blau-Weiß Wittorf) Katharina Meyer (VfB Lübeck)       | Frank Schröder (ATSV Stockelsdorf) Petra Mews (ATSV Stockelsdorf)             |
| 2002      | Andreas Schlüter (Blau-Weiß Wittorf)      | Tiina Kasprowiak (Blau-Weiß Wittorf)                 | Frank Schröder (VfB Lübeck) Thies Wiediger (VfB Lübeck)                    | Petra Schlüter (Blau-Weiß Wittorf) Catrin Paulsen (Blau-Weiß Wittorf)   | Frank Schröder (VfB Lübeck) Petra Mews (VfB Lübeck)                           |
| 2003      | Andreas Schlüter (Blau-Weiß Wittorf)      | Ayfer Taskin (Blau-Weiß Wittorf)                     | Frank Schröder (VfB Lübeck) Philipp Droste (VfB Lübeck)                    | Tiina Kasprowiak (Blau-Weiß Wittorf) Katharina Meyer (VfB Lübeck)       | Alexander Witt (Blau-Weiß Wittorf) Tiina Kasprowiak (Blau-Weiß Wittorf)       |
| 2004      | Alexander Persson (TSV Trittau)           | Neele Voigt (SV Müssen)                              | Andreas Schlüter (Blau-Weiß Wittorf) Björn Schneider (Blau-Weiß Wittorf)   | Neele Voigt (SV Müssen) Ina Voigt (SV Müssen)                           | Frank Schröder (TSV Trittau) Petra Mews (TSV Trittau)                         |
| 2005      | Jan Collin Strehse (VfB Lübeck)           | Neele Voigt (Blau-Weiß Wittorf)                      | Andreas Schlüter (Blau-Weiß Wittorf) Björn Schneider (Blau-Weiß Wittorf)   | Neele Voigt (Blau-Weiß Wittorf) Ina Voigt (VfB Lübeck)                  | Jan-Collin Strehse (VfB Lübeck) Neele Voigt (Blau-Weiß Wittorf)               |
| 2006      | Andreas Schlüter (Blau-Weiß Wittorf)      | Neele Voigt (Blau-Weiß Wittorf)                      | Andreas Schlüter (Blau-Weiß Wittorf) Björn Schneider (Blau-Weiß Wittorf)   | Neele Voigt (Blau-Weiß Wittorf) Ina Voigt (VfB Lübeck)                  | Thies Wiediger (VfB Lübeck) Linn Engelmann (BSG Eutin)                        |
| 2007      | Jan Collin Strehse (Blau-Weiß Wittorf)    | Neele Voigt (Blau-Weiß Wittorf)                      | Thies Wiediger (VfB Lübeck) Alexander Strehse (VfB Lübeck)                 | Neele Voigt (Blau-Weiß Wittorf) Ina Voigt (VfB Lübeck)                  | Jan Collin Strehse (Blau-Weiß Wittorf) Neele Voigt (Blau-Weiß Wittorf)        |
| 2008      | Nikolaj Persson (TSV Trittau)             | Neele Voigt (Blau-Weiß Wittorf)                      | Thies Wiediger (TSV Trittau) Alexander Strehse (TSV Trittau)               | Neele Voigt (Blau-Weiß Wittorf) Ina Voigt (VfB Lübeck)                  | Jan Collin Strehse (Blau-Weiß Wittorf) Neele Voigt (Blau-Weiß Wittorf)        |
| 2009 2010 | Jan Collin Strehse (Blau-Weiß Wittorf)    | Neele Voigt (Blau-Weiß Wittorf)                      | Thies Wiediger (VfB Lübeck) Alexander Strehse (VfB Lübeck)                 | Kathleen Ebersbach (Blau-Weiß Wittorf) Janet Köhler (TSV Trittau)       | Jan Collin Strehse (Blau-Weiß Wittorf) Neele Voigt (Blau-Weiß Wittorf)        |
| 2010 2011 | Jan Collin Strehse (Blau-Weiß Wittorf)    | Joyce Grimm (TSV Trittau)                            | Thies Wiediger (TSV Trittau) Lars Rieger (TSV Trittau)                     | Charlotte Persson (TSV Trittau) Annekatrin Lillie (TSV Trittau)         | Alexander Strehse (TSV Trittau) Annekatrin Lillie (TSV Trittau)               |
| 2011 2012 | Jonathan Persson (TSV Trittau)            | Neele Voigt (Blau-Weiß Wittorf)                      | Jan Collin Strehse (Blau-Weiß Wittorf) Lars Rieger (TSV Trittau)           | Neele Voigt (Blau-Weiß Wittorf) Ina Voigt (Blau-Weiß Wittorf)           | Jan Collin Strehse (Blau-Weiß Wittorf) Neele Voigt (Blau-Weiß Wittorf)        |
| 2012 2013 | Jonathan Persson (TSV Trittau)            | Neele Voigt (Blau-Weiß Wittorf)                      | Jan Collin Strehse (Blau-Weiß Wittorf) Alexander Strehse (TSV Trittau)     | Kathleen Ebersbach (TSV Altenholz) Tanja Paulsen (TSV Altenholz)        | Jan Collin Strehse (Blau-Weiß Wittorf) Carina Hingst (Blau-Weiß Wittorf)      |
| 2013 2014 | Alexander Strehse (TSV Trittau)           | Neele Voigt (Blau-Weiß Wittorf)                      | Lars Rieger (Blau-Weiß Wittorf) Alexander Strehse (TSV Trittau)            | Neele Voigt (Blau-Weiß Wittorf) Ina Voigt (TSV Glücksburg 09)           | Alexander Mernke (TSV Altenholz) Charlotte Persson (TSV Trittau)              |
| 2014 2015 | Alexander Semrau (Blau-Weiß Wittorf)      | Neele Voigt (Blau-Weiß Wittorf)                      | Alexander Mernke (TSV Altenholz) Jendrik Städler (TSV Altenholz)           | Neele Voigt (Blau-Weiß Wittorf) Ina Voigt (TSV Glücksburg 09)           | Philipp Droste (ATSV Stockelsdorf) Neele Voigt (Blau-Weiß Wittorf)            |
| 2015 2016 | Alexander Mernke (TSV Altenholz)          | Katrin Schadlowski (Blau-Weiß Wittorf)               | Alexander Mernke (TSV Altenholz) Jendrik Städler (TSV Altenholz)           | Ina Voigt (TSV Glücksburg) Kathleen Ebersbach (TSV Altenholz)           | Jan Collin Strehse (Blau-Weiß Wittorf) Katrin Schadlowski (Blau-Weiß Wittorf) |
| 2016 2017 | Lucas Bednorsch (Blau-Weiß Wittorf)       | Kathleen Ebersbach (TSV Altenholz)                   | Lucas Bednorsch (Blau-Weiß Wittorf) Jan Collin Strehse (Blau-Weiß Wittorf) | Ina Voigt (TSV Glücksburg) Kathleen Ebersbach (TSV Altenholz)           | Jan Collin Strehse (Blau-Weiß Wittorf) Katrin Schadlowski (Blau-Weiß Wittorf) |
| 2017 2018 | Andreas Schlüter (Blau-Weiß Wittorf)      | Tjorven Geiss (Blau-Weiß Wittorf)                    | Sascha Plietzsch (TSV Altenholz) Jendrik Städler (TSV Altenholz)           | Carina Hingst (Blau-Weiß Wittorf) Romina Plöger (ATSV Stockelsdorf)     | Jendrik Städler (TSV Altenholz) Carina Hingst (Blau-Weiß Wittorf)             |
| 2018 2019 | Philipp Nebendahl (Blau-Weiß Wittorf)     | Manja Oldhaver (Blau-Weiß Wittorf)                   | Sascha Plietzsch (TSV Altenholz) Jendrik Städler (TSV Altenholz)           | Kathleen Ebersbach (TSV Altenholz) Ina Voigt (TSV Schwarzenbek)         | Jendrik Städler (TSV Altenholz) Tanja Plietzsch (TSV Altenholz)               |
| 2019 2020 | Tobias Dörner (TSV Altenholz)             | Tjorven Geiss (Blau-Weiß Wittorf)                    | Tobias Dörner (TSV Altenholz) Philipp Nebendahl (Blau-Weiß Wittorf)        | Kathleen Ebersbach (TSV Altenholz) Tanja Plietzsch (TSV Altenholz)      | Jan Collin Strehse (Blau-Weiß Wittorf) Patricia Kuhlmann (TSV Altenholz)      |
| 2020 2021 | nicht ausgetragen                         | nicht ausgetragen                                    | nicht ausgetragen                                                          | nicht ausgetragen                                                       | nicht ausgetragen                                                             |
| 2021 2022 | Erik Bohnsack (Blau-Weiß Wittorf)         | Linea Kümmel (VfL Oldesloe)                          | Erik Bohnsack (Blau-Weiß Wittorf) Jan Collin Strehse (SV Hammer)           | Marina Korsch (TSV Altenholz) Manja Oldhaver (Blau-Weiß Wittorf)        | Philipp Nebendahl (Blau-Weiß Wittorf) Marina Korsch (TSV Altenholz)           |
| 2022 2023 | Alexander Semrau (Blau-Weiß Wittorf)      | Linea Kümmel (VfL Oldesloe)                          | Valentin Holst (TSV Altenholz) Jan Collin Strehse (SV Hammer)              | Romina Plöger (ATSV Stockelsdorf) Franziska Abel (TSV Berkenthin)       | Alexander Semrau (Blau-Weiß Wittorf) Anja Semrau (Blau-Weiß Wittorf)          |
| 2023 2024 | Lucas Paulsen (Blau-Weiß Wittorf)         | Alina Kümmel (VfL Oldesloe)                          | Lucas Paulsen (TSV Altenholz) Philipp Nebendahl (Blau-Weiß Wittorf)        | Ayfer Düsel (Blau-Weiß Wittorf) Sonja Soltwisch (SC Itzehoe)            | Jarne Vater (Blau-Weiß Wittorf) Carina Hingst (Blau-Weiß Wittorf)             |
| 2024 2025 | Philipp Nebendahl (Blau-Weiß Wittorf)     | Linea Kümmel (Blau-Weiß Wittorf)                     | Alexander Semrau (Blau-Weiß Wittorf) Jarne Vater (Blau-Weiß Wittorf)       | Linea Kümmel (Blau-Weiß Wittorf) Alina Kümmel (Blau-Weiß Wittorf)       | Philipp Nebendahl (Blau-Weiß Wittorf) Marina Korsch (TSV Altenholz)           |